# Ruspolia baileyi
Ruspolia baileyi är en insektsart som beskrevs av Otte, D. 1997. Ruspolia baileyi ingår i släktet Ruspolia och familjen vårtbitare. Inga underarter finns listade i Catalogue of Life.